# Chlorocytus breviscapus
Chlorocytus breviscapus är en stekelart som beskrevs av Graham 1965. Chlorocytus breviscapus ingår i släktet Chlorocytus och familjen puppglanssteklar.
Artens utbredningsområde är:
- Tjeckien.
- Tyskland.
- Ungern.
- Nederländerna.
- Sverige.

Arten är reproducerande i Sverige. Inga underarter finns listade i Catalogue of Life.